# Pastores que andais na serra
"Pastores que andais na serra" (com o estribilho: "Anjos e arcanjos em Jerusalém") é uma canção de Natal tradicional portuguesa originária de Trás-os-Montes. A mesma melodia é também utilizada em cantigas de Reis ou Janeiras.

## História
Uma das primeiras recolhas da melodia em questão foi realizada pela etnomusicóloga norte-americana Laura Boulton em 1955. Esta versão, "Quem diremos nós que viva", originária da freguesia de Barqueiros no concelho de Mesão Frio, foi coligida e transcrita (ainda que de forma deficitária) para uma coleção de canções de Natal portuguesas. Embora as coplas sejam significativamente diferentes da versão atualmente mais conhecida, a melodia e o estribilho são muito semelhantes.
A versão mais popular hoje em dia resulta do trabalho de harmonização do compositor português Fernando Lapa no ano de 2001.

## Letra
O estribilho de ambas as versões tem como tema a adoração do Menino Jesus pelos anjos e a anunciação aos pastores. A versão recolhida por Laura Boulton é uma sequência de vivas aos habitantes da localidade, com especial consideração pelo clérigo e o médico. A versão de Fernando Lapa apresenta duas quadras tradicionais não relacionadas. A primeira delas faz referência a uma lenda da tradição ibérica segundo a qual o rosmaninho foi abençoado por Maria com poderes medicinais por ter servido de estendal à roupa do seu filho. Esta trova também surge, embora com algumas diferenças, na canção de Natal de Vila Nova de Foz Coa "Os pastores, em Belém".

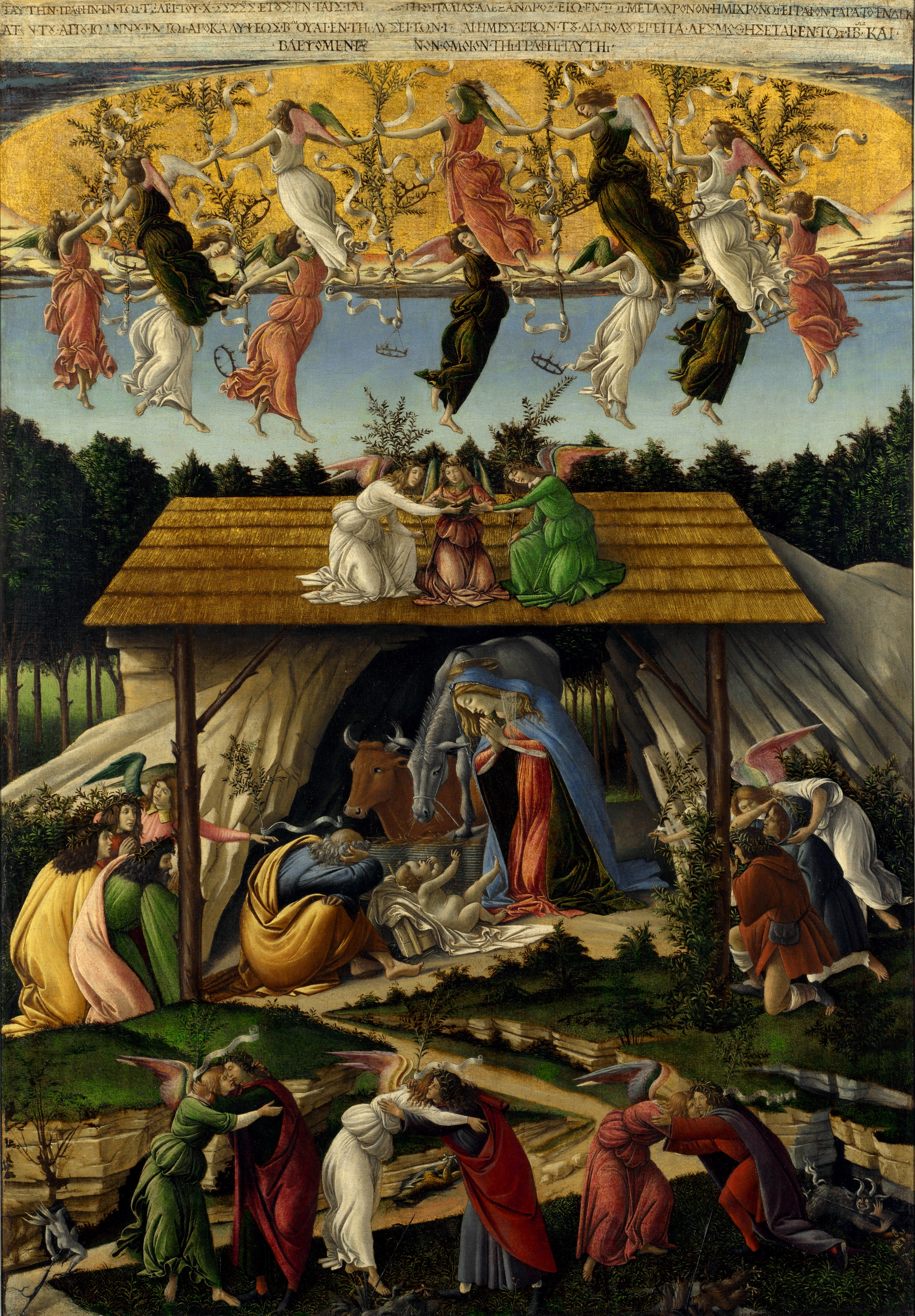
Boticelli: A Natividade Mística (c. 1500-1501).

| Recolha de Laura Boulton | Versão de Fernando Lapa                                                                                         |
| --- | --- |
| Estribilho: Anjos, arcanjos em Jerusalém, O Menino Deus nasceu em Belém.                                                    | Estribilho: Anjos e arcanjos em Jerusalém, O Manso Cordeiro nasceu em Belém.                                    |
| Coplas: Quem diremos nós que viva? Lá na folha do vira-o-vento? Vivam senhores e senhoras Que estão das portas para dentro. | Coplas: Pastores que andais na serra, Não corteis o rosmaninho. É onde a Senhora estende Os paninhos do Menino. |
| Quem diremos nós que viva? Na folhinha da nabiça? Viva o senhor abade No altar a dizer missa.                               | Deitai os olhos ao céu E lá vereis uma luz; Lá vereis camas e berços Para o Menino Jesus.                       |
| Quem diremos nós que viva? No grãozinho do arroz? Viva o senhor doutor Por muitos anos e bos.                               | |

## Discografia
- 1955 — Christmas Songs of Portugal. Coro (popular) feminino. Folkways Records. Faixa 1: "Quem Diremos Nós Viva?".[2]
- 2003 — Um Natal português. Vários. Numérica. Faixa 4: "Pastores que Andais na Serra".[3]
- 2008 — Fernando Lapa. Coro Académico da Universidade do Minho. Numérica. Faixa 13: "Pastores que Andais na Serra".[3]
- 2007 — Penela da Beira a cantar. Grupo de Cantares de Penela da Beira. Numérica. Faixa 9: "Anjos Arcanjos".[6]